# Кадышевский сельсовет (Высокогорский район)
Кадышевский сельсовет (тат. Кадыш авыл советы (шурасы), Qadış awıl sovetı (şurası)) — административно-территориальная единица в Казанской губернии, Татарской АССР и Республике Татарстан.
Административный центр — село Кадышево.

## История
Кадышевский сельсовет был образован в 23 марта 1919 года в составе Каймарской волости Казанского уезда той же губернии. С 1920 года в составе той же волости Арского кантона Татарской АССР; при укрупнении волостей в Татарской АССР в 1924 отошёл к Калининской волости.
В 1927 году вошёл в состав Казанского района.
Во время укрупнения сельсоветов в Казанском районе в 1932 году в состав сельсовета был включён Макаровский сельсовет.
После разукрупнения Казанского района в 1938 году оказался в Юдинском районе. На 1940 год состоял из пяти населённых пунктов: Кадышево, Макаровка, Щербаково, Петропавловский, Голубое Озеро.
Во время укрупнения сельсоветов в Татарской АССР в 1953 году упразднён, войдя в состав Борисоглебского сельсовета.
Вторично образован в 1973 году в составе Высокогорского района, когда центр Борисоглебского сельсовета был перенесён в Кадышево. В 1980 году на территории сельсовета возник посёлок Озёрный, а в 1983 и 1984 году в состав Казани были включены 3 населённых пункта сельсовета: Брикетный, Савиново и Новое Савиново.
В 1991 году в состав сельсовета было включён н.п. Щербаковка Семиозёрского сельсовета.
Упразднён в 1998 году когда Кадышево, Борисоглебское, Щербаково и Голубое Озеро были включены в состав Казани; Озёрный был передан Семиозёрскому сельсовету.

## Население
Население сельсовета составляло 1106 чел. в 1923 году, 1185 чел. в 1927 году, 2499 чел. в 1997 году.

## Колхозы
В 1949 году на территории сельсовета действовали 4 колхоза:
- «Красный пахарь» (Кадышево),
- «Голубое озеро» (Щербаково),
- «Серп и Молот» (Макаровка),
- «Красный Север» (Петропавловский).[14]